# Terril 9 (Haillicourt)

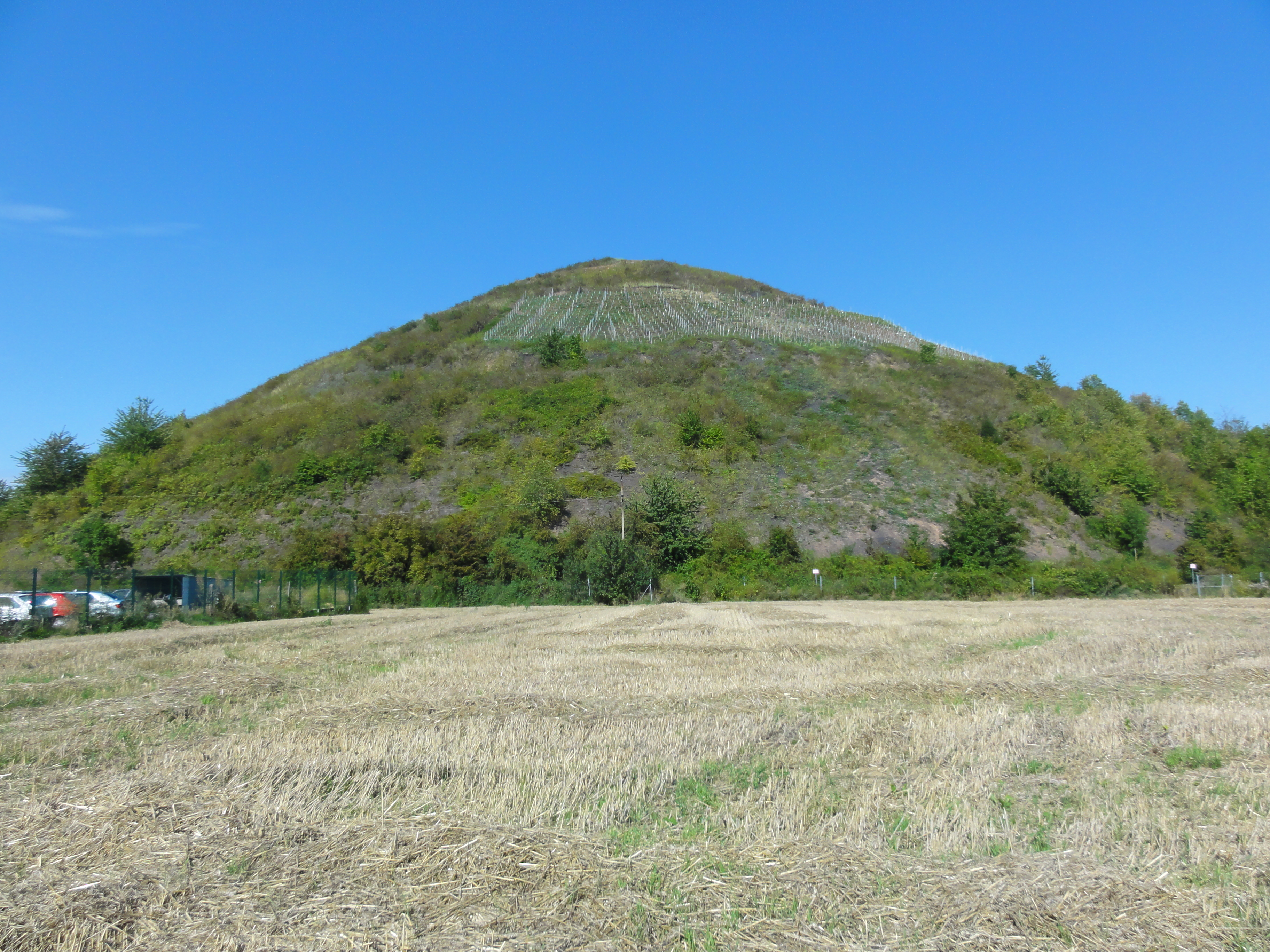
Terril 9 in Haillicourt

De Terril 9 is een mijnterril in de Noord-Franse gemeente Haillicourt. 
De steenkoolmijn van Bruay werd gesloten in de jaren 1950 maar de Terril 9 van mijn 2bis werd behouden. Op de zuidflank van deze mijnberg werden in 2011 3.000 wijnstokken aangeplant op een oppervlakte van 30 are.  